# Exploration in der Psychologischen Diagnostik
Innerhalb der Psychologischen Diagnostik bezieht sich die Exploration auf das Erkunden bestimmter Sachverhalte und Stimmungen mittels qualifizierter Gesprächsführung.

## Begriffsbestimmung
Die medizinische Fachsprache verwendet den Begriff Exploration für das Eruieren psychopathologischer Erscheinungen mittels Befragung des Patienten.
In die Psychologie wurde dieser Begriff für die Ermittlung normaler psychischer Vorgänge übertragen, wobei hier in Bezug auf die Aufhellung bestimmter Probleme und Zusammenhänge der Begriff „entscheidungsorientiertes Gespräch“ empfohlen wird:
„Ein entscheidungsorientiertes Gespräch ist ein Gespräch, das zur Vorbereitung von möglichst zufriedenstellenden Entscheidungen nach Kriterien der psychologischen Wissenschaft geplant, durchgeführt und ausgewertet wird“.
Die Abgrenzung zur Anamneseerhebung ist oft schwierig, da sie als Sammlung von Informationen oft fließend in die Vorbereitung von Entscheidungen übergeht.
Je nach Zielsetzung unterscheidet man zwischen
1. der Exploration, bei der Unklarheiten, Widersprüche und Lücken einer diagnostischen Untersuchung beseitigt werden sollen, um weitere Hinweise zur Interpretation von Testergebnissen zu erhalten, und
2. der Exploration als diagnostischer Methode zur Untersuchung von Persönlichkeitseigenschaften, Interessen, Werthaltungen, Einstellungen, Problemen und Denkweisen der Testperson.

2.a) Die allgemeine bzw. informierende Exploration soll Tatsachenmaterial, Daten usw. liefern und eventuell Hinweise für die Gestaltung der Untersuchung und die Auswahl der psychologisch-diagnostischen Verfahren geben.

2.b) Die gezielte Exploration dient zur Aufhellung bestimmter Probleme und Zusammenhänge.
Hier müssen die Testgütekriterien der Exploration beachtet werden.

## Fragenbereiche
Die Fragenbereiche sind idealerweise an psychologischen Modellvorstellungen orientiert, um ein Abbild der diagnostischen Problemsituation zu gewinnen, welches Zugriff auf das Wissen und dessen Anwendung erlauben. 
Die möglichen Fragenbereiche sind nach Westhoff und Kluck z. B.
- Umgebungsbedingungen
- Organismusbedingungen
- Kognitive Bedingungen
- Emotionale Bedingungen
- Motivationale Bedingungen
- Soziale Bedingungen

## Gefahren
Da das entscheidungsorientierte Gespräch sich auch auf Erwartungen und Vorstellungen bezieht, muss darauf geachtet werden, dass die diagnostische Situation nicht in Richtung einer Intervention gelenkt wird.
Weiter treten in offen und intuitiv geführten Gesprächen vermehrt die psychoanalytischen Phänomene der Projektion und Gegenübertragung sowie eine bestimmte Voreinstellung gegenüber dem Gesprächspartner auf.
Deshalb ist ein an die Fragestellung adaptierter Gesprächsleitfaden zu verwenden.
Weitere Gefahren liegen in Wahrnehmungs- und Beurteilungsfehlern, impliziten Persönlichkeitstheorien, einseitigen Hypothesenbildungen und Schulenausrichtungen (z. B. bestimmter Psychotherapierichtungen).